# Демион, Мишель

## Биография
Мишель Демион (фр. Demion Michel Gerard Ernest; 18 июня 1943, Рен, Франция - 11 марта 2016, Морбиан, Франция) - французский писатель и путешественник.  Он вырос в городке Шато-Готье под влиянием бретонской культуры. С 10 лет занимается танцами и музыкой, вхож в Кельтский кружок. В Шотландии в 18 летнем возрасте, пройдя курс обучения на волынке, становится музыкантом. Первые профессиональные навыки он получает в качестве ученика протезиста, но оставляет профессию в 19 лет, чтобы служить в армии в Германии. По возвращении домой жажда странствий не покидает его. В 1965 Мишель Демион становится волынщиком в Kevrenn Saint-Mark в Бресте, отдавая увлечению весь свой опыт и способности. Превосходный музыкант, он принимает участие в многочисленных фестивалях бретонской музыки, прежде чем стать руководителем Kevrenn Alré с 1965 по 1968. Он является членом  SACEM.
Помимо музыки активно участвует в политической деятельности в двух конгрессах UNEF  (Национального Союза Студентов Франции) в Пуатье и Лионе. В 1968, он присоединяется к UDB (Бретонскому Демократическому Союзу). Партия стала для него настоящим университетом. Там он работает с Paol Keineg, Ronan Leprohon, Jean Guegueniat. Он ответственен за район Бреста Recouvrance (1968-1971), член политического бюро UDB, ответственный за образование (1976-1979) и член муниципального совета Лорьян (1983-1989).
Мишель Демион получает свидетельство о профессиональной подготовке общественно- воспитательной работы (DEFA), а затем диплом высшего образования в политэкономии. Он начинает работу в FJT (Ассоциации Молодых Трудящихся) с командой, преобразующей общественную жизнь города Lorient. Затем его переводят ближе к Парижу в Nogent-sur-Oise, район Пикардии. Там он активно участвует в борьбе с безграмотностью, открывая школы для молодых рабочих. С 1990 по 2003, он-директор Ассоциацией Молодых Трудящихся FJT .
Как путешественник, он пересек Латинскую Америку, Северную Америку, Центральную Америку, Центральную Азию, Китай и Французскую Полинезию. Он побывал в 68 странах за 84 поездки. В 2010-2011 годах он совершает кругосветное путешествие почти за год с одним рюкзаком за спиной . Эта поездка его приводит в Азию, Австралию, Новую Зеландию, на острова Тихого океана и в США . Мишель Демион пишет: «Мы меняли ночлег более 228 раз, а в основном накручивая километры: 55 000 км на забронированных самолетах, 6 500 км на чартерных рейсах, около 6 000 км на арендованном автомобиле, 6 500 км на поезде, 8 000 км на автобусе, 3 000 км пешком, не считая корабль (шесть дней навигации), на такси, автостопом, на мотоцикле, в кузове грузовика в течение двух дней, и даже 5 километров по канатной дороге!» 
Он - автор книг о путешествиях, поэтических брошюр и 5 романов, наиважнейшим из которых, является ‘La fondation du monde’. Мишель Демион посвятил этой книге, ставшей вершиной его творчества, 7 лет своей жизни. Роман дает новое видение религиозных, политических и военных действующих сил на планете и раскрывает мало известные цели, которые влияют на мировую геополитику. Он предлагает, помимо всего прочего, свою альтернативу истории цивилизаций.
В 2008, будучи членом муниципального совета Боно (Golfe du Morbihan), он создает две литературные премии: Bernard Moitessier и Sten Kidna для молодых писателей путешественников.
В 2015 ему ставят диагноз - рак мозга.  Мишель Демион умер 11 марта 2016, в возрасте 72 лет, после десяти месяцев изнурительной борьбы за жизнь. В этом же году Культурная Ассоциация Морбиана учредила литературную премию имени Мишеля Демиона  удостоить работы авторов, пишущих на бретонском языке.

## Опубликованные работы

### Книги о путешествиях
- Miettes de soleil, 2000, Édition du Petit véhicule, ISBN 2-84273-212-X
- La confusion de monde, 2001, Édition du Petit véhicule, ISBN 2-84273-272-3
- Les yeux et les étoiles, 2003, Édition du Petit véhicule, ISBN 2-84273-362-2
- Liuba de Kirghizie, 2004, Édition du Petit véhicule, ISBN 2-84273-421-1
- Particules chinoises, fragments tibétains, 2006, Édition du Petit véhicule, ISBN 2-84273-508-0
- Partir..., 2011, Centre Littéraire d’Impression Provençal, ISBN 978-2-35897-123-2
- Equatorial’s graffitis, 2013, Édition Mon Petit Éditeur, ISBN 978-2-342-00224-9

### Поэзия
- Zone sang, 2004, Édition du Petit véhicule, ISBN 2-84273-438-6
- Petit calendrier érotique, 2004, Édition du Petit véhicule
- Les gorges du Mékong, 2004, Édition du Petit véhicule

### Брошюры
- Dîner de con pour un breton, 1996, Kastel Logod, le Bono
- Livret du spectacle Térmar, 2000, Création Musicale (musique Didier Dreo)
- Rêveries autour d’un port du Golfe..., 2007, Achevé d’imprimer à Mérignac par COPY-MEDIA
- Les ravaudeurs de nostalgie, 2007, Kastel Logod, le Bono
- Les conguerants de l’éphémére. Kevrenn Alré, 2009, Publication de l’association Kevrenn Alre

### Детективные романы
- Une petite vieille dans les épluchures, 2007, Édition du Petit véhicule, ISBN 978-2-84273-592-0
- La brute et les cloportes, 2012, Édition Mon Petit Éditeur, ISBN 978-2-7483-9139-8
- Le secret du puits de Paul Gauguin, 2014, Éditions Alexandra de Saint Prix, ISBN 978-2-36689-027-3
- Le Cri que fait la Mort, 2015, Éditions Alexandra de Saint Prix, ISBN 978-2-36689-048-8

### Научная фантастика
- La fondation du monde, 2011, Édition Mon Petit Éditeur, ISBN 978-2-7483-6453-8

## Публикации в прессе и на радио
- Le Matin de Paris, Peties Nouvelles policières, juillet 1983
- La vie du rail, Peties Nouvelles policières, september 1984
- Incognita, Revue Littéraire, Entretien avec Michel Demion, juin 2007
- Le Bono, dans l’echancrure du sal, promenade avec Michel Demion, juillet 2013
- Inrerview sur RadioBreizh, 2014, 22 avril 2014
- Dictionnaire biographique du movement breton, 2014, Édition Yoran Embanner, p.112